# Me puedo programar
«Me puedo programar» es una canción del grupo argentino de Rock y new wave Virus, incluida en su cuarto álbum de estudio Relax, publicado en 1984. En una de las canciones mas exitosas del grupo. Fue editado por el sello discográfico Columbia.

## Lista de canciones
Ambas canciones fueron compuestas y escritas por Federico Moura y Julio Moura.
| Lado A |                      |              |          |  |
| N.º    | Título               | Escritor(es) | Duración |  |
| 1.     | «Me puedo programar» |              | 3:10     |  |

| N.º | Título             | Escritor(es) | Duración |  |
| 1.  | «Amor descartable» |              | 3:15     |  |

## Músicos
- Federico Moura: Voz.
- Julio Moura: Guitarra eléctrica, sintetizador y piano.
- Marcelo Moura: Sintetizadores.
- Enrique Mugetti: Bajo.
- Mario Serra: Caja de ritmos y pads electrónicos.